# 凱西·桑茲瑪
卡珊卓拉·"凱西"·桑茲瑪（英語：Cassandra "Cassie" Sandsmark），或稱作神奇女孩，是一名DC漫畫旗下的虛構女性超級英雄，為約翰·柏恩所創作，首次登場於《神力女超人》（第二卷）#105（1996年1月）；她是廣受愛戴的超級英雄神力女超人的跟班，也是少年泰坦的重要成員之一。
凱西首次在1996年的神奇女俠漫畫登場時，她是考古學家海蓮娜·桑茲瑪博士的女兒，正是因為海蓮納發現了一個具有魔法力量的古文物，給予了凱西超能力，凱西才會開始以「神奇女孩」的身份打擊犯罪。後來，希臘眾神之王宙斯授予她真正的力量。後來揭露，凱西實際上是名半神，為宙斯和海蓮娜博士的親女兒。
2011年，DC發表了全新時序的新52系列，其中一項重大的結構更動是神奇女俠，她被重新定位為一名半神，而且是宙斯的女兒。凱西也再次於少年悍將中回歸，出場的角色是擁有超能力的竊犯，裝備著法力強大的惡魔手鐲，她被蝙蝠俠的前跟班紅羅賓徵召，加入了少年泰坦團隊，至此跟神奇女俠沒有任何明確的關連。之後，她才得知自己是神奇女俠的姪女，也是宙斯的孫女。其後她父親的身分才揭曉，是名為雷諾斯·桑茲瑪的英國超級士兵，亦為神奇女俠同父異母的兄弟、宙斯的兒子。如前提及，凱西的母親海蓮娜是一名考古學家。

## 其他媒體
- 動畫《少年正義聯盟》第二季加入小隊，最後與新任羅賓交往。
- 阿提米絲與神力女孩、扎坦娜和火星小姐作為電視觀眾一起出現於《史酷比：格鬥狂熱迷》[4][5]。